# Trnjevka
Trnjevka (znanstveno ime Raja clavata) je morska riba iz družine pravih raž.

## Opis
Trnjevka je svoje ime dobila po trnastih izrastkih, ki jih ima po telesu. Trnjevka je, kot vsi skati, sploščena riba hrustančnica, ki ima obliko romba. Prsne plavuti so od glave do repa široko prirasle na telo. Rep trnjevke je dolg in bičast, ribi pa ne pomaga pri plavanju. Oči ima trnjevka na hrbtu, usta pa na spodnji strani telesa. Po hrbtu je trnjevka rumeno rjava ali sivo zelena (odvisno od podlage na kateri živi) in je posuta s pegami, po trebuhu pa je okrasto bele barve s sivkastim pridihom. Odrasle ribe lahko dosežejo 1 m v dolžino, običajno pa dosežejo le okoli 85 cm. Tehtajo od 2 do 4 kg.

## Razširjenost in uporabnost
Trnjevke živijo na blatnem ali peščenem dnu, v katerega se lahko tudi delno zakopljejo, ko čakajo na plen. To je riba srednjih globin, ki se zadržuje v globinah med 10 in 80 metrov. Mlade ribe se hranijo pretežno z mahnimi rakci in rakovicami, odrasle pa k temu dodajo še manjše ribe. 
Razširjene so v obalnih vodah vzhodnega Atlantika, njihov atlantski habitat pa seže vse do Namibije in Južne Afrike. Razširjena je tudi v Sredozemlju in Jadranu. Samice ležejo velika jajca v velikih rjavih lupinah.
Trnjevke lovijo od pomladi do poznega poletja, najpogosteje na parangal, neredko pa se znajdejo tudi v mrežah vlečnicah.
Meso trnjevk je mehko, belo in rahlo kiselkastega okusa, sodi pa med najboljše med vsemi hrustančnicami. Najpogosteje jo pripravljajo v brodetu, pa tudi kuhano. Kulinarično sodi med drugo ali tretjerazredne ribe.